# Black Rose (Tyrese)
Black Rose è il sesto album in studio del cantante statunitense Tyrese Gibson, pubblicato nel 2015.

## Tracce
1. Addict – 3:44
2. Dumb Shit (featuring Snoop Dogg & Black-Ty) – 5:05
3. Picture Perfect – 3:58
4. Waiting on You – 4:06
5. Shame – 5:11
6. Don't Wanna Look Back (featuring Chrisette Michele) – 4:37
7. Prior to You (featuring Tank) – 4:04
8. Leave – 5:22
9. Without My Heart – 3:52
10. When We Make Love – 4:22
11. Gonna Give You What You Need – 4:08
12. Body Language – 4:58
13. The Rest of Our Lives (featuring Brandy) – 4:07
14. I Still Do – 4:07